# Marcie Free
Marcie Michelle Free, född Mark Edward Free 1954, är en amerikansk sångare. Hon är känd under namnet Mark genom medverkan i grupper som King Kobra, Signal och Unruly Child.
1993 släppte hon sitt första soloalbum Long Way From Love som i efterhand anses som en AOR-klassiker. Mark gjorde ett könsbyte i mitten av 90-talet och heter idag för Marcie Free. Efter utgivningen av andra albumet Tormented höll hon sig länge borta från musikbranschen.
2009 återförenades hon med Unruly Child, och de släppte albumet Worlds Collide 2010.
Marcie gjorde även låten "(To Be) The Best Of The Best", till filmen Best Of The Best 2 från 1993.

## Diskografi
Soloalbum
- Long Way from Love (1993)
- Tormented (1995) (som Marcie Free)

Med King Kobra
- Ready to Strike (1985)
- Thrill of a Lifetime (1986)

Med Signal
- Loud & Clear (1989)
- Signal Live (2000)

Med Unruly Child
- Unruly Child (1992)
- The Basement Demos (2002)
- Worlds Collide (2010)
- Down the Rabbit Hole (2014)
- Can't Go Home (2017)[2]

Gästuppträdande
- David Cassidy – David Cassidy (1990)
- Desmond Child – Discipline (1991)
- Julio Iglesias – Crazy (1994)
- Bobby Kimball – Rise Up (1996)
- Venus & Mars – New Moon Rising (1998)
- Venus & Mars – Grand Trine (2009)